# Accident ferroviari de Torre del Bierzo del 1944
L'Accident ferroviari de Torre del Bierzo del 1944 es va produir a Espanya el dia 3 de gener de 1944, quan van col·lidir dins del túnel número 20 de la línia Palència-La Corunya (a l'altura de la localitat de Torre del Bierzo, en Lleó) un tren correu, una locomotora en maniobres i un tren de mercaderies. El nombre oficial de víctimes mortals va ser de 78 segons l'autoritat judicial, però sempre s'ha sospitat que el Règim franquista va poder ocultar la magnitud real de l'accident. Documents posteriors van elevar la xifra a 200 morts, però hi ha indicis i estudis que llancen un saldo de fins a 500 o 800 morts.
El franquisme ràpidament va censurar la dimensió d'aquesta catàstrofe, atès que el pèssim estat de les infraestructures ferroviàries i la constant mancada de manteniment eren en bona part les responsables de l'accident. Això era a causa que es va haver de respondre a escassetats de tota classe i la necessitat urgent de la reconstrucció dels danys produïts per la recent Guerra Civil, una tasca difícil per la present escassetat de recursos econòmics. Diverses dècades després, l'accident donaria títol a un curtmetratge (Túnel número 20) dirigit per Ramón de Fontecha, que en 2002 va guanyar el Premi Goya al millor curtmetratge documental

## Trens implicats

### El tren correu
El correu-exprés número 421, provinent de Madrid i amb destinació La Corunya portava gairebé dues hores de retard quan el dia 3 de gener de 1944 va fer entrada a Astorga. Era una mica més tard de les 12 del matí. Portava dues locomotores i 12 vagons per aquest ordre:
- 1 Furgó d'equipatges
- 2 Furgons de correu

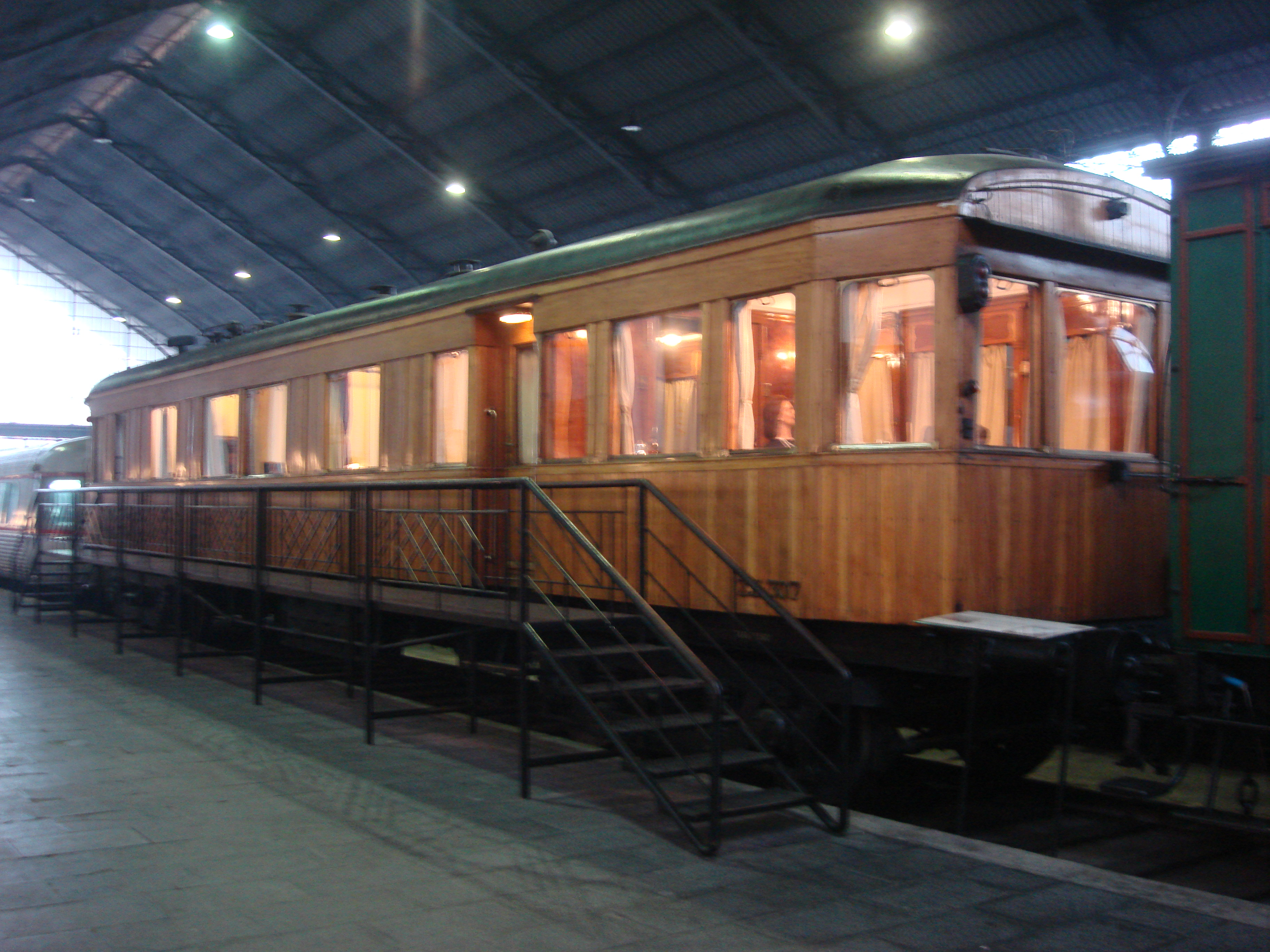
Vagó de passatgers, actualment conservat al Museu del Ferrocarril de Madrid, similar als que componien el comboi. La seva composició de fusta va facilitar que cremessin ràpidament.

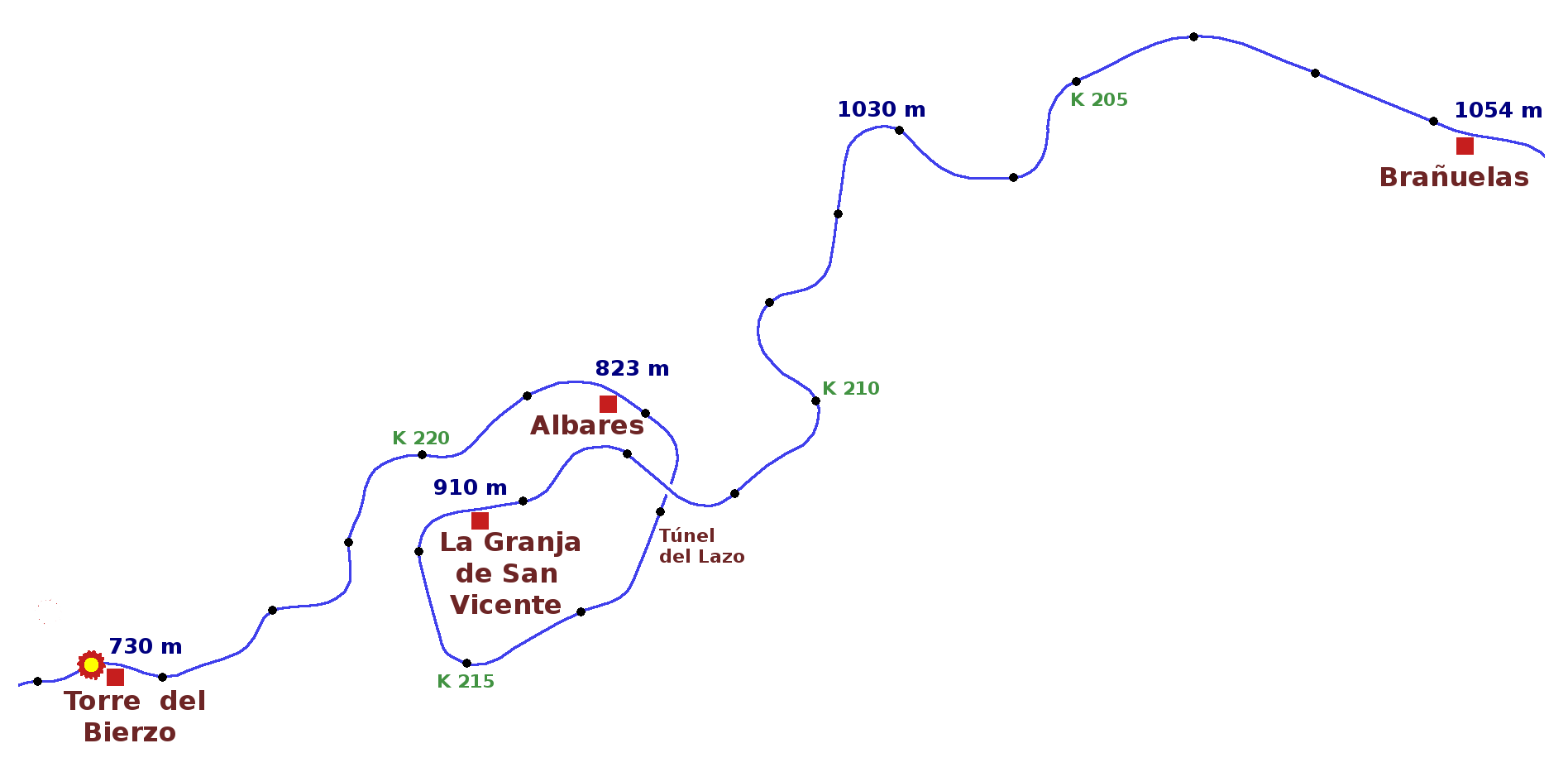
Recorregut de l'últim tram

- 2 cotxes de 1a classe (un de mixt de 1a classe i bar)
- 1 Cotxe mixt de 1a i 2a classe
- 5 cotxes de 3a classe
- A la cua del comboi, un furgó "pagador"

Tenint en compte la composició del tren i assignant, a causa de les dates nadalenques, una ocupació sobre les places de seient del 105% a 1a classe, del 110% a 2a i del 130% a 3a, resultaria una xifra aproximada de prop de 900 passatgers, d'ells uns 780 de 3a classe.
Segons testimonis, la locomotora titular no frenava bé i se li havia afegit expressament la segona locomotora per pal·liar el problema. A Astorga, el comboi es va retardar 9 minuts més comprovant el sistema de frenat. A l'estació de la Granja, a mig descens del port de Brañuelas, el tren va fer-hi la parada reglamentària, i allí es va comprovar que la locomotora acoblada tenia una caixa de greix calenta, per la qual cosa va caldre desenganxar-la. Sembla que el maquinista de la locomotora titular va advertir del problema de frenat que tenia la seva màquina però, tot i així, es va reprendre la marxa amb una sola locomotora. En el descens del port, el comboi va guanyar progressivament velocitat. Havia d'efectuar parada en Albares de la Granja però el maquinista no va poder frenar, mentre que el Cap d'estació el veia passar a tota velocitat a les 13.10 h. Immediatament va telefonar a l'estació de Torre del Bierzo per anunciar que el Correu 421 havia perdut els frens. El cap de Torre del Bierzo va manar que es posessin travesses a la via per intentar frenar el comboi, però no va donar temps: En menys de 5 minuts el correu entrava a l'estació fent sonar el xiulet en senyal d'alarma i, continuà viatge fins a entrar al túnel número 20.

### Maniobres
En aquest túnel es trobava una locomotora de maniobres amb 3 vagons. El maquinista, advertit pel cap d'estació, estava tractant d'allunyar-se de l'estació en el mateix sentit, quan el correu la va encalçar dins del túnel.
A causa de la violència del xoc, els dos últims vagons de la locomotora de maniobres es van quedar dins del túnel, mentre que la màquina i el vagó restant en van sortir per l'altre extrem. També la locomotora del tren correu i els 5 primers vagons (equipatges, correus i dos de 1a classe) van quedar dins del túnel. El cotxe mixt de 1a i 2a classe va quedar en part dins del túnel i en part fora. Fora, només en van quedar els 5 vagons de 3a classe i el cotxe pagador. Els vagons que estaven dins del túnel van començar a cremar.

### El carboner

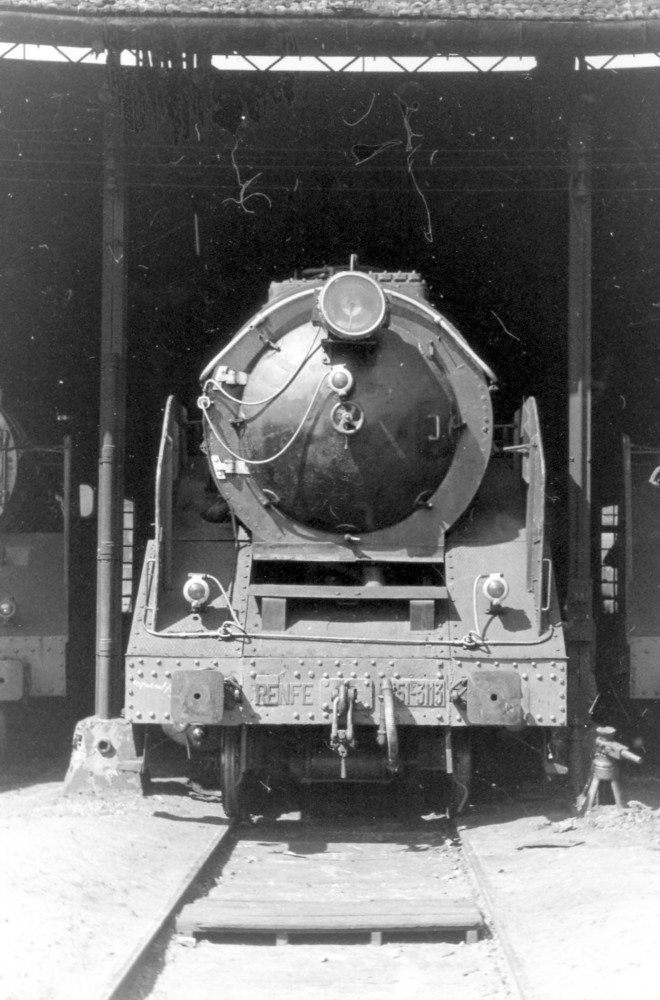
Frontal d'una locomotora de la sèrie 151-3101 a 3122 de Renfe, molt similar a la qual remolcava el Tren carboner.

Aliè a aquesta tragèdia, en sentit contrari circulava un tren de mercaderies (carboner) número 7742 que tenia previst realitzar l'encreuament amb el tren correu en l'estació de Torre del Bierzo (a causa del retard que portava el correu 421, ja que l'encreuament estava inicialment previst a Bembibre). Portava 27 vagons de càrrega i un furgó. El xoc havia destrossat els cables que movien els senyals, i aquests s'havien quedat en via lliure per a aquest tren a l'estació de Torre del Bierzo. Per tant, el fogoner va tirar més carbó a la màquina i el mercaderies va continuar la marxa.
Quan el mercaderies va sortir del túnel número 21, primer es va trobar amb el maquinista de la locomotora de maniobres, que havia sortit il·lès del xoc i tractava desesperadament d'evitar una tragèdia major avisant el mercaderies. Darrere d'ell, a només 200 metres de la sortida del túnel 21, es trobava la màquina de maniobres. En veure el maquinista, la parella conductora del mercaderies va tractar de frenar-lo, però no hi hagué espai suficient. Com a resultat d'aquest xoc, les locomotores de maniobres i del mercaderies van descarrilar i els primers vagons d'aquest últim tren van bolcar (matant el maquinista que havia avisat). El xiulet de la màquina de maniobres es va obrir i va estar sonant fins que el vapor que hi havia a la caldera es va acabar.

## Causes de l'accident
Principalment, es va deure al mal estat de les infraestructures ferroviàries. Des del final de la Guerra Civil Espanyola les infraestructures i el material ferroviari es trobaven en un estat pèssim, al que es va unir la falta de manteniment en els anys de la postguerra. A això caldria afegir la pressió a la qual suposadament va estar sotmès el maquinista del tren correu per continuar viatge, encara sabent que els frens no estaven en bon estat.
La tragèdia va ser major en produir-se el xoc dins d'un túnel i incendiar-se els vagons que hi van quedar a dins. D'haver-se produït el xoc a l'aire lliure, segurament les conseqüències haguessin estat menors. D'altra banda, el desastre va poder haver estat major si el maquinista de la locomotora de maniobres no s'hagués sacrificat i el mercaderies no hagués frenat. El retard del tren correu també va influir en el xoc, ja que aquest causà que el comboi es trobés amb la locomotora de maniobres i el mercaderies. L'accident ha de contextualitzar-se en l'època de repressió que sofrien la societat en general, i els maquinistes de RENFE en particular, atès que durant la contesa molts ferroviaris havien estat militants de sindicats obrers i esquerrans; per tant, els maquinistes i operaris moltes vegades actuaven sota el temor de represàlies per part de les autoritats.

## Conseqüències

### Resultat material de l'accident al tren correu
Com a conseqüència de l'accident la locomotora, els tres furgons de cap i els dos primers cotxes de 1a classe van descarrilar dins del túnel, van sofrir greus danys estructurals i al cap de poc es van incendiar per complet; el tercer cotxe, de 1a i 2a, va descarrilar igualment i va sofrir també importants danys, però ja parcialment fos del túnel; el primer cotxe de 3a va descarrilar ja totalment fos del túnel i va sofrir danys moderats; mentre que els quatre restants cotxes de 3a i el furgó administratiu no van descarrilar ni van sofrir danys apreciables. De fet amb aquests quatre cotxes i el furgó es va improvisar un tren que al cap de poc va tornar cap a Astorga i Lleó amb els supervivents i part dels ferits.

### Balanç de víctimes
El jutjat de Ponferrada va aixecar acta amb una xifra de 58 cadàvers, mentre que a la sentència del judici al maquinista del tren correu es va establir un total de 83 morts i 64 ferits. Per la seva banda RENFE va informar de 78 morts i 75 ferits, cosa que estaria en línia amb la xifra judicial si se suposa que 5 víctimes haguessin mort en dies posteriors al de l'accident. En qualsevol cas, sembla evident que gran part de les víctimes mortals van ser (a part de mitja dotzena de treballadors de RENFE i de Correos) viatgers de 1a classe, mentre que inversament una gran proporció dels passatgers de 3a classe resultaren il·lesos o ferits lleus. Al tren correu també viatjava l'equip de futbol del Betanzos Club, que tornava de jugar un partit a Palència; van resultar-ne morts dos dels jugadors i ferit greu un tercer.
Al Llibre Guinness dels Rècords figuraba com una de les majors tragèdies ferroviàries de la història, amb un balanç de 500 a 800 víctimes. John Marshall, autor del llibre Rail facts and feats, ofereix com estimació la xifra d'entre 500 i 800 morts i el situa com el tercer accident ferroviari amb més víctimes del món. La xifra és compartida per estimacions modernes del sindicat ferroviari d'UGT. Pel que s'ha exposat, aquestes xifres són descartades per altres versions, que afirmen que el balanç real podria haver arribat als 100 morts. La veritat és que no existeix un registre detallat de les persones que anaven al comboi, però sí que se sap que el tren anava abarrotat de passatgers (asseguts fins i tot en els passadissos i plataformes externes) en tractar-se de dates nadalenques.

### Censura
L'endemà de produir-se l'accident la notícia va aparèixer publicada en alguns diaris, en els quals es deia que fins al moment s'han extret 26 cadàvers i se suposa fundadamente que dins del mateix [el túnel] es trobaran encara més i que els ferits greus i lleus són 61. Amb posterioritat només va haver-hi referències que no obstaculitzen en majors detalls, excepte les víctimes futbolistes de Betanzos.
Aviat van aparèixer en Torre del Bierzo autoritats militars, judicials i de RENFE, que van començar amb les labors de recerca i identificació; No va ocórrer el mateix amb els periodistes, als quals no se'ls va permetre treballar a la zona. Eren els temps en què la disciplina militar s'imposava sobretot la resta, i en els quals el Règim no podia permetre's mostres de debilitat. L'elevat nombre de morts i l'aparatositat de l'accident resultaven massa escandalosos per aquella Espanya, per la qual cosa el règim va imposar la censura i va minimitzar tant les xifres com el possible impacte en la societat. Dècades després, els pocs testimonis que seguien vius van permetre establir que durant una setmana va haver-hi una constant desfilada de cadàvers per Torre del Bierzo, mentre que era vox populi entre la població que havien sortit del túnel molts més cadàvers dels quals oficialment es van reconèixer el 1944.

### Represa del servei
La via va quedar expedita i el servei es va reprendre el dia 6 de gener, circulant en aquesta data l'exprés la Corunya-Madrid ja amb normalitat.

### Desmantellament del túnel

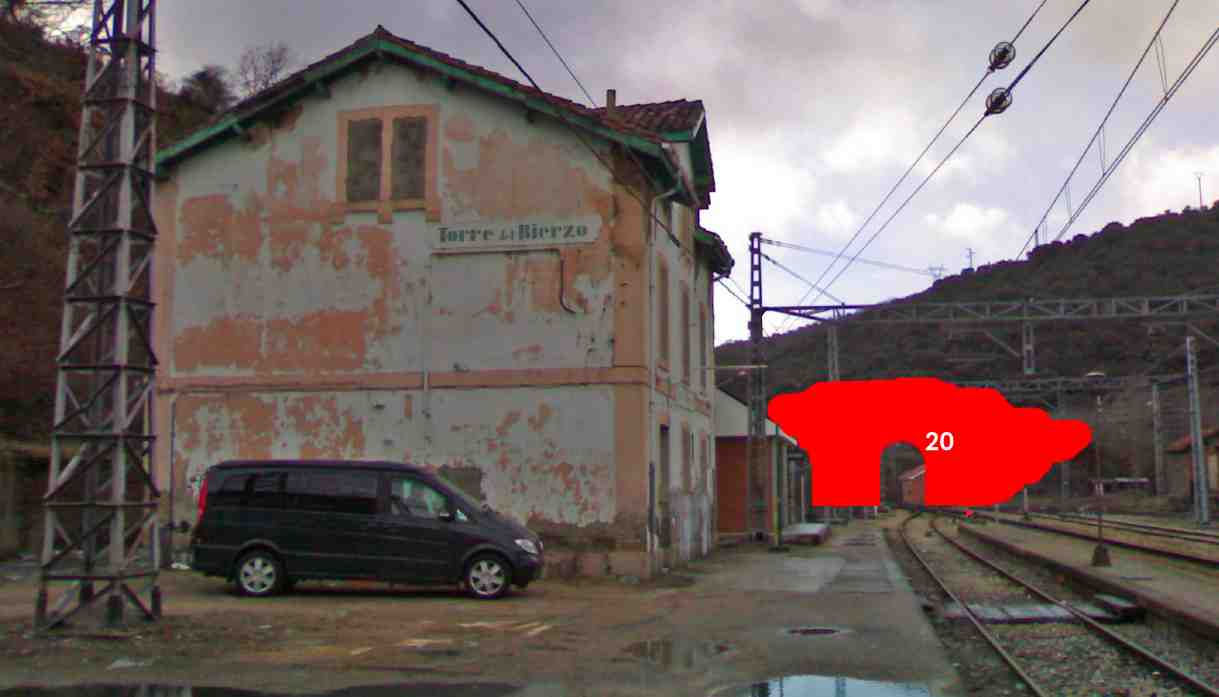
Lloc on se situava el túnel

Les característiques geològiques de la zona del túnel i els danys soferts per l'accident, a més de la seva antiguitat, van forçar la realització d'un projecte per a eliminar-lo. Així, entre 1985 i 1987 es van dur a terme els treballs per a desmantellar-lo, que van consistir en remoure el terraplè de terra que el cobria i convertir definitivament el pas ferroviari en una trinxera.

## Curtmetratge
Ramón de Fontecha va produir, va escriure i va dirigir un curtmetratge amb el títol Túnel número 20 que en 2002 va guanyar el Premi Goya al millor curtmetratge documental.
Es va projectar en la 47a edició de la Setmana Internacional de Cinema de Valladolid. La història d'un supervivent de l'accident serveix de fil conductor al curt, en el qual es denuncia la censura franquista i es relaten els testimoniatges dels afectats.